# Uniwersytet Kolombo
Uniwersytet Kolombo (Tamil: கொழும்பு பல்கலைக்கழகம்) – uczelnia o statusie uniwersytetu publicznego z siedzibą w Kolombo. Jest to największa i zarazem najstarsza szkoła wyższa na Sri Lance, specjalizująca się głównie w naukach przyrodniczych, społecznych i stosowanych, jak również matematycznych, komputerowych i prawnych.  
Uczelnia składa się z siedmiu wydziałów, czterdziestu jeden zakładów naukowych i ośmiu innych instytucji, w których kształci się jedenaście tysięcy studentów. Większość wydziałów oferuje zarówno stopnie licencjackie, jak i magisterskie, a także kursy dla studentów z zewnątrz i kształcenie na odległość.

## Historia

### Ceylon Medical College
Początki Uniwersytetu Kolombo sięgają 1870 roku, kiedy to założono Ceylon Medical School. Była to druga europejska szkoła medyczna utworzona w Azji Południowej. W 1880 r. uzyskała status college'u, a jej nazwę zmieniono na Ceylon Medical College. Jego absolwenci otrzymywali stopień licencjacki z medycyny i chirurgii. W 1889 r. College został zreorganizowany przez brytyjską Generalną Radę Medyczną.

### Ceylon University College
W 1906 r. grupa wykształconych na Zachodzie cejlońskich elit założyła Cejlońskie Stowarzyszenie Akademickie, na czele którego stanął Sir Ponnambalam Arunachalam. Dzięki wytrwałym żądaniom stowarzyszenia, rząd Cejlonu Brytyjskiego zdecydował się w 1913 r. utworzyć University college. 
Jednakże dyskusje dotyczące jego statusu i umiejscowienia zostały wstrzymane po wybuch I wojny światowej aż do 1920 r. Wtedy też rząd z rekomendacji Sir Edwarda Denhama nabył prywatną rezydencję zwaną Regina Walawwa, pod przyszły University college, który otwarto w styczniu 1920 roku. Szkoła była stowarzyszona z Uniwersytetem Londyńskim i przygotowywała studentów do zdobywania na nim stopni naukowych. Choć nie była ona jeszcze w pełni uniwersytetem, to posiadała już dwa wydziały: nauk ścisłych i humanistyki.

### Uniwersytet Cejloński

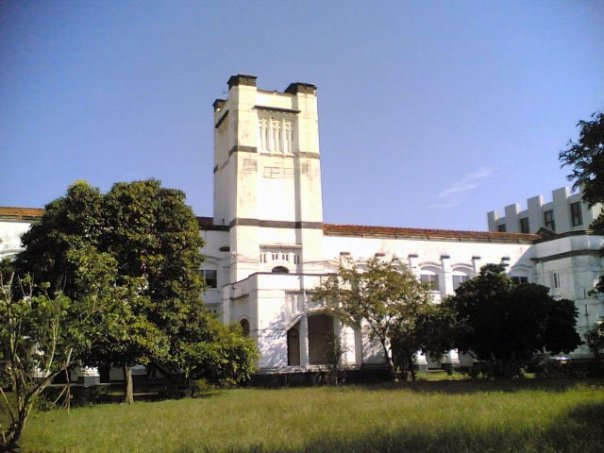
Wydział matematyczny

1 lipca 1942 r. z połączenia Ceylon Medical College i University College powstał Uniwersytet Cejloński. Do istniejących już wcześniej wydziałów włączono jeszcze orientalistykę, a uczelnianą bibliotekę umiejscowiono w Queens Road. Z kolei wydziały prawa, rolnictwa i weterynarii przeniesiono w 1949 r. z Kolombo do nowo wybudowanego budynku w Peradeniyi. W 1952 r. przeniesiono tam także wydział humanistyczny i orientalistykę oraz uniwersytecką administrację, bibliotekę i akademiki.   
Oba oddziały uniwersytetu (w Kolombo i Peradeniyi) wspólnie służyły jako kampusy jednej uczelni do 1966 roku, kiedy to została ona podzielona na osobne części (Uniwersytet Cejloński, Peradeniya i Uniwersytet Cejloński, Kolombo). Parlament Sri Lanki utworzenie oddzielnych uniwersytetów ogłosił w 1967 r. a przygotowaniem stosownej legislacji zajęło się ministerstwo edukacji i kultury.

### Uniwersytet Kolombo
W 1972 r. na mocy nowej ustawy o szkolnictwie wyższym dotychczasowe cztery niezależne szkoły wyższe (Uniwersytet Cejloński, Peradeniya, Uniwersytet Cejloński, Kolombo, Uniwersytet Vidyodaya i Uniwersytet Vidyalankara) stało się kampusami jednego, wspólnego Uniwersytetu Sri Lanki ulokowanego w Kolombo. Jednakże już w 1978 r. uczelnia znów została podzielona na sześć niezależnych szkół: Uniwersytet Kolombo, Uniwersytet Peradeniya, Uniwersytet Sri Jayewardenepura, Uniwersytet Kelaniya, Uniwersytet Moratuwa i Uniwersytet Jaffna.
W 1978 r. Uniwersytet Kolombo posiadał wydziały: medycyny, pedagogiki, nauk ścisłych i humanistycznych oraz prawa. Wraz ze stopniowym rozwojem w latach 80. powstał wydział zarządzania i finansów, a w 1987 r. Instytut Technologii Komputerowych, który w 2002 r. przekształcono w szkołę komputerową.

## Biblioteka
Biblioteka Uniwersytetu Kolombo powstała w 1870 r. jako część Colombo Medical College i jest najstarszą tego typu placówką na Sri Lance. W jej skład wchodzi biblioteka główna i dwie pomniejsze (jedna z nich znajduje się na wydziale medycyny, a druga na wydziale nauk ścisłych). Łącznie zawiera ona ok. 40 000 pozycji i dokumentów co czyni ją jedną z największych bibliotek w kraju.

## Studenckie organizacje
Na uniwersytecie działa ponad czterdzieści klubów i organizacji studenckich, w tym także wiele drużyn sportowych, grup kulturowo-religijnych i wspólnych kółek zainteresowań. Każdy wydział posiada własny samorząd studencki, który jest wybierany przez studentów wydziału. 
Za działalność sportową odpowiada wydział edukacji fizycznej, który zrzesza różne grupy sportowe, m.in. drużynę krykieta, tenisa i rugby. Zespoły często rywalizują ze sobą w uniwersyteckich zawodach i międzyszkolnych turniejach, w których odnoszą spore sukcesy. Dla sportów rozgrywanych na wodzie przygotowane są baseny w Royal College Colombo i Colombo Rowing Club, a dla pozostałych sala gimnastyczna. 

## Absolwenci
W 2009 r. liczba absolwentów uczelni wynosiła 9100, jednak szkoła kształci też wielu studentów z zewnątrz lub na odległość. Wśród jej absolwentów jest wielu naukowców, sportowców, artystów oraz polityków (m.in. były premier Sri Lanki, Ranil Wickremesinghe).
- J. R. Jayewardene – pierwszy prezydent Sri Lanki
- Ranil Wickremesinghe – były premier
- kardynał Thomas Cooray – pierwszy kardynał Sri Lanki
- Shirley Amerasinghe – przewodniczący Zgromadzenia Ogólnego ONZ
- Gamani Corea – sekretarz generalny Konferencji Narodów Zjednoczonych ds. Handlu i Rozwoju
- Ana Seneviratne – były inspektor generalny policji
- Christopher Weeramantry – sędzia Międzynarodowego Trybunału Sprawiedliwości
- Sir Nicholas Attygalle – pierwszy cejloński kanclerz szkoły wyższej (Uniwersytet Cejloński)
- V. K. Samaranayake – założyciel University of Colombo School of Computing
- Generał Anton Muttukumaru – pierwszy cejloński dowódca armii
- Kumar Sangakkara – kapitan narodowej drużyny krykieta